# Mythenteles propleuralis
Mythenteles propleuralis är en tvåvingeart som först beskrevs av Axel Leonard Melander 1946.  Mythenteles propleuralis ingår i släktet Mythenteles och familjen svävflugor.
Artens utbredningsområde är Kalifornien. Inga underarter finns listade i Catalogue of Life.